# Partit Federal Social Democràtic Etiòpic
El Partit Federal Social Democràtic Etiòpic (Ethiopian Federal Social Democratic Party EFSDP, ኢትዮጵያ ማህበረ-ዴሞክራሲ ፌደራላዊ ፓርቲ), posteriorment (des del 2006) Partit Social Democràtic Etiòpic (Ethiopian Social Democratic Party ESDP) fou un partit polític d'Etiòpia. El 2005 tenia com a líders a Beyene Petros (president), Mulu Meja (vicepresident) i Alema Koira (secretari).
A les eleccions legislatives del 15 de maig de 2005 va participar en coalició dons de les Forces d'Unitat Democràtica Etíop que va aconseguir 52 escons dels 527 del Parlament.
El 2006 va canviar el seu nom de Partit Federal Social Democràtic Etiòpic a Partit Social Democràtic Etiòpic, accentuant els seus lligams amb la socialdemocràcia europea.
El 2008 va integrar la coalició Medrek de la que forma part.